# Melipotis parcicolor
Melipotis parcicolor là một loài bướm đêm trong họ Erebidae.